# Коту Чориј (Бузау)
Коту Чориј (рум. Cotu Ciorii) насеље је у Румунији у округу Бузау у општини К.А. Росетти. Oпштина се налази на надморској висини од 48 m.

## Становништво
Према подацима из 2002. године у насељу је живело 694 становника.

### Попис2002.
| Расподела становништва по националности 2002.‍ | Расподела становништва по националности 2002.‍ | Расподела становништва по националности 2002.‍ | Расподела становништва по националности 2002.‍ | Расподела становништва по националности 2002.‍ |
| --------------------------------------------- | --------------------------------------------- | --------------------------------------------- | --------------------------------------------- | --------------------------------------------- |
|                                               |                                               |                                               |                                               |                                               |
| Румуни                                        | Румуни                                        |                                               | 682                                           | 98,3%                                         |
| Роми                                          | Роми                                          |                                               | 12                                            | 1,7%                                          |